# 雷科阿罗泰尔梅
雷科阿罗泰尔梅（義大利語：Recoaro Terme），是意大利威尼托大区维琴察省的一个市镇。总面积60.06平方公里，人口6849人，人口密度114.0人/平方公里（2009年）。国家统计（ISTAT）代码为024084。

## 友好城市
- 德国多瑙河畔诺伊施塔特 1989年